# تلمبه جلال خرم
تلمبه جلال خرم یک منطقهٔ مسکونی در ایران است که در دهستان فیشور واقع شده‌است.